# Landfjärden
Landfjärden är en tätort vid fjärden med samma namn i den norra delen av Nynäshamns kommun på Södertörn och i Stockholms län. Orten är belägen på Landfjärdens västra sida, en vik av Östersjön med samma namn. 

## Historia
År 1990 till 2000 räknades orten av SCB som en småort med benämningen Landfjärden + Vreta. Sedan 2005 räknar SCB den som en tätort. Från 1 mars 2014 har orten postadressen Landfjärden (tidigare Ösmo) och även eget postnummer (14893).

### Befolkningsutveckling
| Befolkningsutvecklingen i Landfjärden 1990–2020 | Befolkningsutvecklingen i Landfjärden 1990–2020 | Befolkningsutvecklingen i Landfjärden 1990–2020 | Befolkningsutvecklingen i Landfjärden 1990–2020 | Befolkningsutvecklingen i Landfjärden 1990–2020 |
| ----------------------------------------------- | ----------------------------------------------- | ----------------------------------------------- | ----------------------------------------------- | ----------------------------------------------- |
|                                                 |                                                 |                                                 |                                                 |                                                 |
| År                                              |                                                 |                                                 | Folkmängd                                       | Areal (ha)                                      |
| 1990                                            | 1990                                            |                                                 | 169                                             | 94#                                             |
| 1995                                            | 1995                                            |                                                 | 153                                             | 106#                                            |
| 2000                                            | 2000                                            |                                                 | 195                                             | 107#                                            |
| 2005                                            | 2005                                            |                                                 | 246                                             | 111                                             |
| 2010                                            | 2010                                            |                                                 | 241                                             | 110                                             |
| 2015                                            | 2015                                            |                                                 | 277                                             | 128                                             |
| 2020                                            | 2020                                            |                                                 | 280                                             | 129                                             |
| Anm.: Ny tätort 2005. # Som småort.             |                                                 |                                                 |                                                 |                                                 |

## Landfjärden i litteraturen
Landfjärden förekommer i Stieg Trenters bok Lysande landning

## Bilder, orten och viken Landfjärden

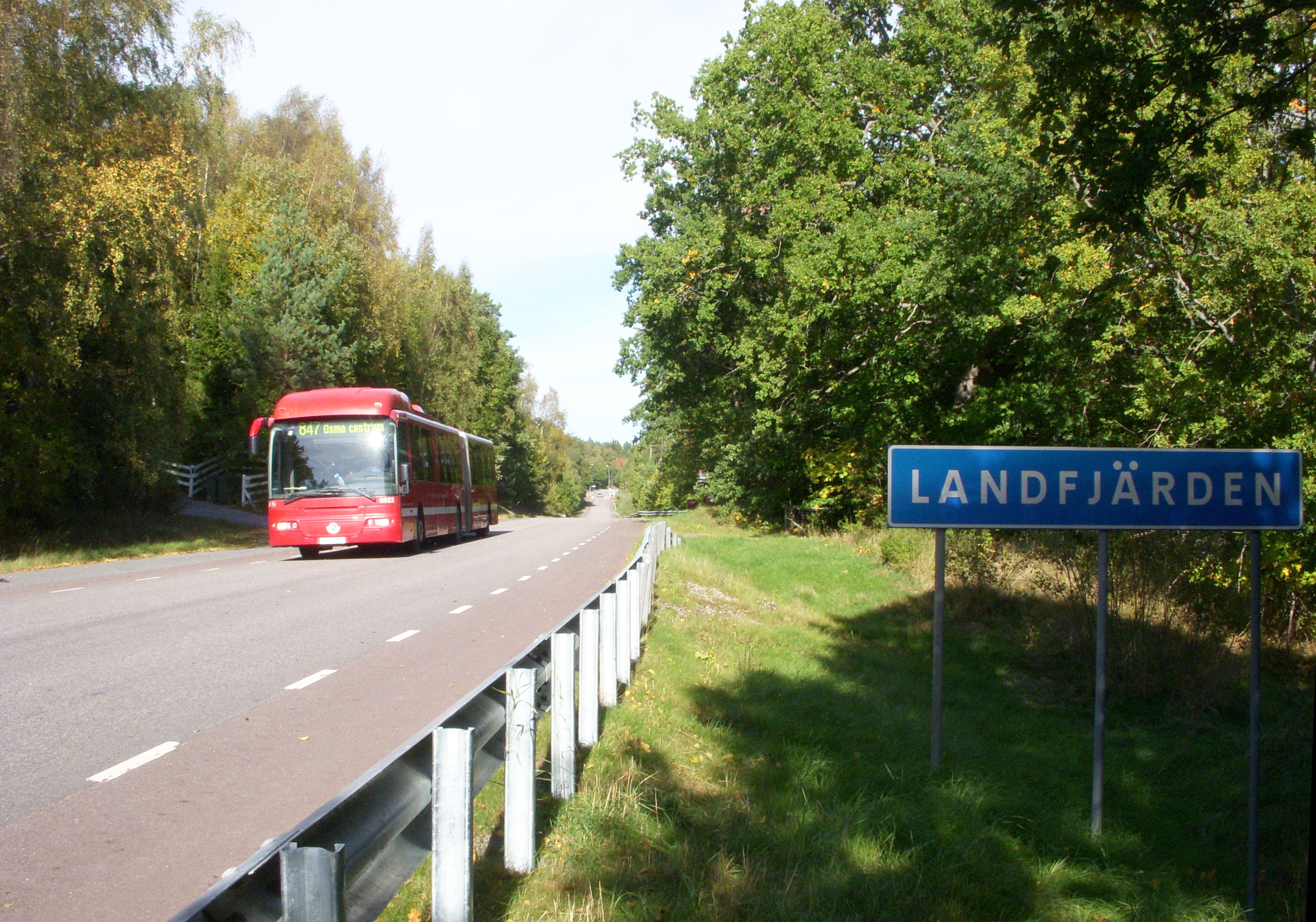
Södra ortinfart
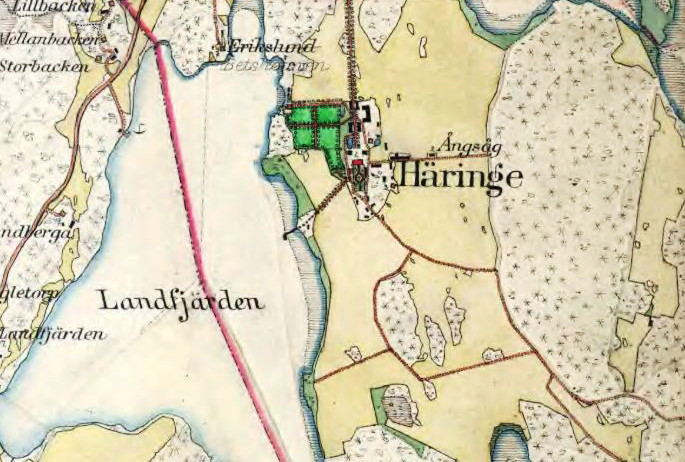
Landfjärden och Häringe på häradskartan 1901.
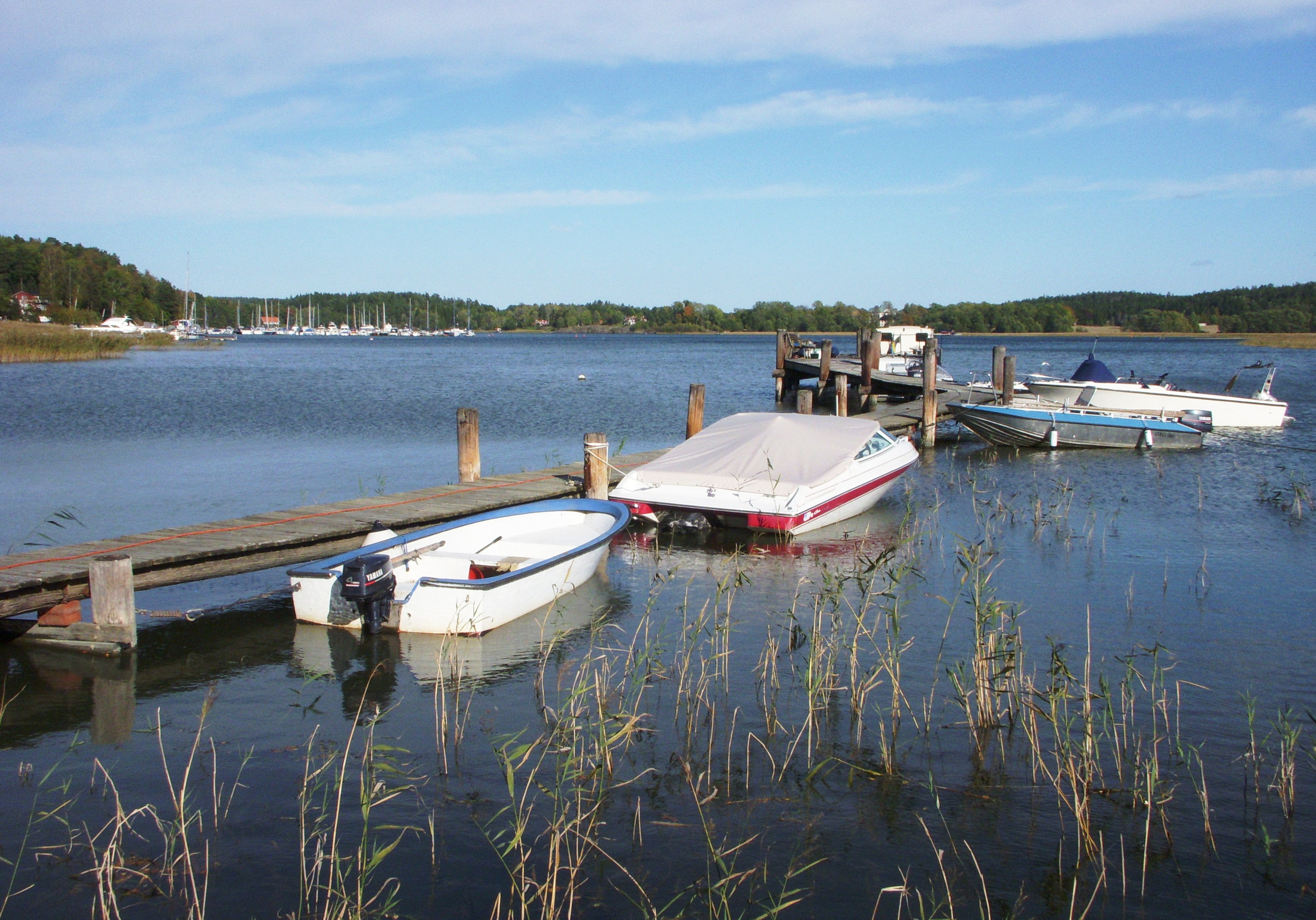
Vy från Landfjärden